# Ulricehamns stadshus
Ulricehamns stadshus uppfördes under åren 1955–1957, efter ritningar av arkitekterna Sten Hummel-Gumælius och Viking Göransson, som säte för Ulricehamns stad och sedermera Ulricehamns kommun.

## Byggnaden och dess historia
1938 tillsatte stadsfullmäktige en utredning om ett stadshus för Ulricehamns stad. Detta i en tid då tanken om folkhemmet växte fram, och den ökade administrativa arbetsstyrkan hos landets städer krävde bättre och större lokaler. Dessutom räckte inte längre de utspridda lokalerna man hade i staden, tillsammans med Ulricehamns rådhus, till.

### Arkitekttävling
I september 1945 utlystes en arkitekttävling om nytt stadshus, där staden angivit fyra olika tomter som möjliga for bygget. En av tomterna var platsen för rådhuset från 1790, något som skapade en negativ opinion. Endast ett arkitektkontor ritade in stadshuset på den platsen, och eftersom det bidraget inte vann fick rådhuset stå kvar. Totalt inkom 37 bidrag. Tävlingen vanns av arkitekterna Sten Hummel-Gumælius och Viking Göransson med sitt bidrag Forum Contorum och 1955 kunde bygget inledas.
Platsen som valdes var på Bogesundsgatan 22 där Ulricehamns stadshotell hade stått.
I tidningen Byggmästaren nummer 15 1946 skrevs om det vinnande bidraget följande:
Intressant grepp på uppgiften med den öppna gården mot söder och portiken som förmedlar denna med torget. Tjänsterummen ha god belysning och tjänligt väderstreck. Lokalernas fördelning och massornas gruppering är förtjänstfull. Någon oklarhet torde vidlåda planlösningen särskilt beträffande bottenvåningen med den knappt belysta entrén till tjänsterummen. Norrfasaden är olöst. Övriga fasader särskilt huvudfasaden med sin portik har fått en måttfull och god uppdelning av byggnadskropparna, men detaljutformningen är något svag.

### Byggnaderna

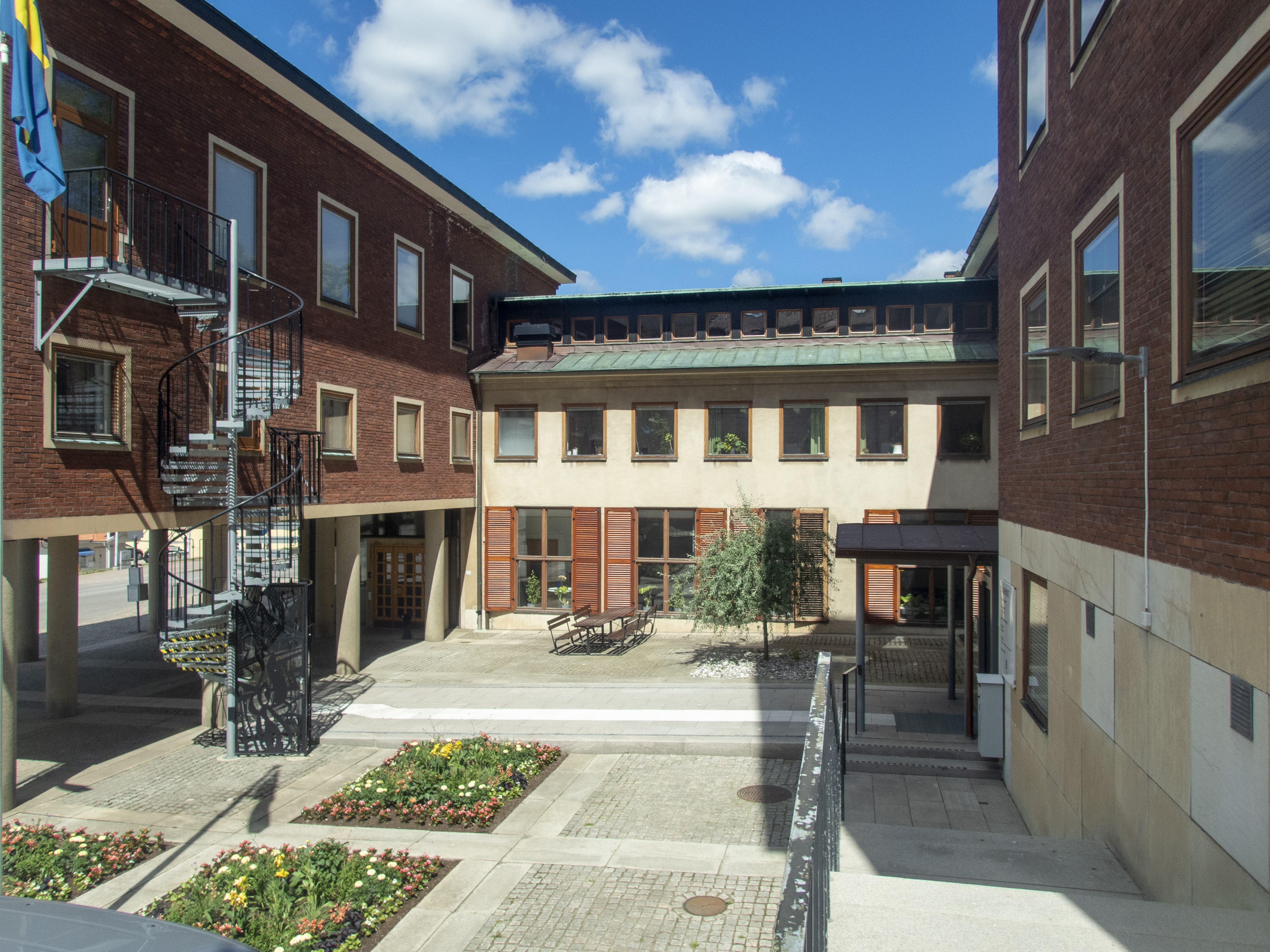
Konsthallen

Markarbeten inleddes 1955 och den 4 december 1957 kunde hela komplexet invigas, nästan 20 år efter att den första utredningen hade tillsatts 1938. I början var byggnaden mycket sparsmakad i fråga om konstföremål, och man ansåg att detta kunde tillföras allt eftersom. Byggnaden var trots avsaknaden av konstföremål påkostad, och man hade främst använt material av god kvalité, oftast producerade lokalt. Exteriören och gården har i mycket bevarat sitt ursprungliga utseende.
Själva stadshuset utgörs av fyra byggnadskroppar; pelarhuset, drätselhuset, höghuset och konsthallshuset. Dessa omsluter tillsammans en gård som därmed blir relativt sluten. Husen är utformade individuellt men hålls samman av de gemensamma materialvalen såsom det rödbruna teglet, putsade detaljer och sockelvåningens sten.
Interiören utarbetades av arkitekten Folke Sundberg från Göteborg, dock har denna förändrats mycket genom löpande renoveringar och förändringar. Ursprungligen hade interiören genomgående vita putsade väggar, golv i linoleum eller parkett, golvsocklar i trä samt tak av träfiber.
Fram till 2016 var Fullmäktigesalens (eller Sessionssalen) hall den miljö som var mest välbevarad, med ursprungliga möbler i behåll. 2011 plockades de ursprungliga möblerna i Fullmäktigesalen (plenisalen) från 50-talet bort omfattande 56 karmstolar och 48 bord. Möblerna var tillverkade lokalt vid Nicklassons möbelfabrik som låg i Ulricehamn. De lades ut till försäljning på säljsidan Blocket.se, något som bland annat Hembygdsföreningen i Ulricehamn ställde sig negativa till. Ytskikten i hallen samt Fullmäktigesalen, med väggar i ädelträ och marmorgolv, är kvar i original och bägge bevarar även ursprungliga armaturer från 50-talet.

### Konstverk

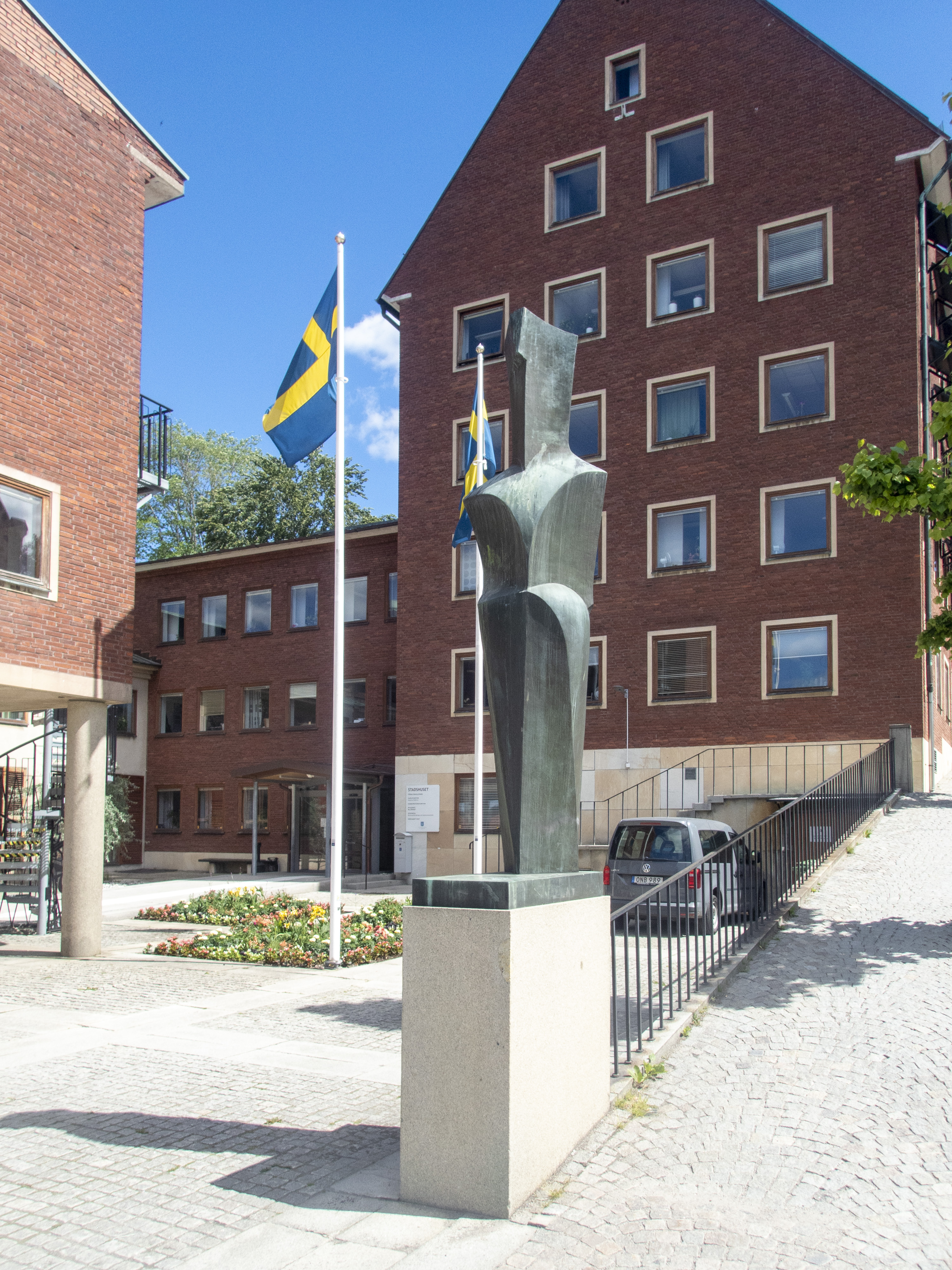
Apollo

Vid invigningen stod Christian Bergs granitskulptur Torso på gården. Den fick dock ett negativt mottagande och beskrevs som för djärv och provocerande. De negativa rösterna tystnade inte, och till slut valde man att ta bort skulpturen. Den togs ner, troligen redan under 1958, och den står sedan 1961 i Helsingborg.
1966 invigdes istället Eric Grates skulptur i brons Apollo (uppkallad efter den grekiske guden med samma namn). Denna skulptur blev bättre mottagen och står fortfarande kvar på sin plats.